# Kinkō
Kinkō (jap. 錦江町 Kinkō-chō) – miasto w Japonii, na wyspie Kiusiu, w prefekturze Kagoshima. Według danych na rok 2020 miejscowość zamieszkiwało 6 944 mieszkańców , a gęstość zaludnienia wyniosła 42,6 os./km².